# Petrokemija
Petrokemija est une entreprise croate. L'entreprise, fondée en 1968, est spécialisée dans les fertilisants, engrais et biotechnologies végétales.